# GANG AGE
『GANG AGE』は、日本のバンドPEOPLE 1の2枚目のEP。

## 収録曲
全曲作詞・作曲：Deu
1. BUTTER COOKIES
2. フロップニク
3. ライカ
4. 常夜燈
5. イマジネーションは尽きない